# 忍者神龟 街机版
《忍者神龟 街机版》是一款由科乐美制作的横向卷轴清版动作游戏。 该游戏最初由科乐美于1989年10月在北美和欧洲推出街机版，后来又于1990年12月在日本和北美发售FC版本。
故事情节为在施莱德拐走了新闻记者爱普丽尔及斯普林特老师后，忍者龟们必须追踪并救出他们。玩家选择四名忍者神龟之一，在每个关卡中打败多种敌人，最后击败头目过关。